# Spaniocentra pannosa
Spaniocentra pannosa är en fjärilsart som beskrevs av Moore 1887. Spaniocentra pannosa ingår i släktet Spaniocentra och familjen mätare. Inga underarter finns listade i Catalogue of Life.